# 2978 Roudebush
2978 Roudebush este un asteroid din centura principală, descoperit pe 26 septembrie 1978 de Harvard Observatory.